# Alex Gaudino
Alessandro “Alex” Alfonso Fortunato Gaudino (Salerno, 23 de enero de 1970) es un DJ y productor italiano, especializado en música house.

## Biografía
Comenzó su carrera en el mundo de la música en 1993, editando sus producciones por el sello Flying Records. En 1998, con el apoyo de Giacomo Maiolini, propietario de Time Records, Alex fundó su sello propio Rise Records, que pronto se convertiría en uno de los sellos europeos más respetados, albergando a artistas como The Tamperer y Black Legend y Robbie Rivera.
También es conocido por ser uno de los miembros del trío de música house y dance Lil' Love, integrado junto al productor Germano Polli, más conocido como Jerma y la vocalista holandesa Sharon May Linn, quienes lanzaran en 2005, el sencillo "Little Love", el cual contenía elementos de "People Hold On" de Lisa Stansfield, alcanzó el número 33 en el Reino Unido e ingreso en las listas de Bélgica y los Países Bajos.
A principios del año 2007, Gaudino lanzó el mayor éxito de su carrera que a su vez, se convirtió en un himno para la pista de baile, llamado Destination Calabria, logrando el número 4 en el Reino Unido y colocándose en las primeras ubicaciones de las listas europeas. La canción contiene el sonido de un saxofón pegadizo del tema "Calabria", compuesta originalmente por el DJ Danes Rune RK (conocido también como Artificial Funk). Las voces de la canción están tomadas del tema de Gaudino del 2004 llamado Destination Unknown que estaba interpretado por Crystal Waters. A finales de 2007 presenta el sencillo "Watch Out" que contiene el sample del saxofón de la famosa canción de Pig Bag "Papa's Got A Brand New Pig Bag" con la voz de la cantante inglesa Shena, que entre otros, prestó su voz a éxitos como "The Weekend" de Michael Gray o "Guilty" de De Souza. Tanto "Destination Calabria" y "Watch Out" fueron incluidos en su álbum debut My Destination lanzado en julio de 2008.
En 2010, además de trabajar en varios remixes, lanzó el sencillo "I'm In Love (I Wanna Do It)". con la colaboración de la cantante Maxine Ashley, un joven talento descubierto por YouTube. Este lograría obtener el primer lugar del Hot Dance Airplay de los Estados Unidos y  el número 10 de la lista de singles del Reino Unido. En mayo de 2011 lanza el sencillo en colaboración con la exintegrante de Destiny's Child, Kelly Rowland, titulado "What a Feeling", que alcanzaría el sexto lugar en el Reino Unido. En 2013 edita su segundo álbum Doctor Love en el que contiene sus anteriores sencillos como "I'm In Love (I Wanna Do It)" y "What a Feeling" sumado a nuevas producciones como "Playing With My Heart" y "Is This Love".

## Discografía

### Álbumes
- 2008: My Destination
- 2013: Doctor Love

### Sencillos
- 2003 Bittersweet Melody (feat. Ultra Naté)
- 2005 Little Love (Lil' Love aka Alex Gaudino & Jerma)
- 2005 Reaction (feat. Jerma)
- 2006 Waiting For Tonight (Lil' Love aka Alex Gaudino & Jerma)
- 2006 Becker – Don't Try (produced by Alex Gaudino, Jason Rooney, Robytek and Adriana Crozza)
- 2007 Destination Calabria (feat. Crystal Waters)
- 2007 Que Pasa Contigo (feat. Sam Obernik)
- 2008 Watch Out (feat. Shena)
- 2008: I'm A DJ (vs. Nari & Milani Feat. Carl)
- 2008: I Love Rock 'n' Roll (feat. Jason Rooney)
- 2009: Take Me Down (To The Water) (feat. Steve Edwards)
- 2009: The Drums (with Nari & Milani feat Capricorn)
- 2009: Just Because of You (feat. Alexandra Prince)
- 2010: I'm In Love (I Wanna Do It) (feat. Maxine Ashley)
- 2011: Miami Penthouse
- 2011: Italia (with Henry John Morgan)
- 2011: What a Feeling (Feat. Kelly Rowland)
- 2011: Kissed
- 2012: Chinatown
- 2012: I Don't Wanna Dance (Feat. Taboo)
- 2013: Playing With My Heart (Feat. JRDN)
- 2013: Is This Love (feat. Jordin Sparks)

### Remixes
1993
- D-Lay – Speen-Go

1995
- Activa – I Try
- Fargetta – Midnight

1997
- Sound City – Love I've Found
- U.S.U.R.A. – Open Your Mind (T.S. Triponphunky Remix)

2003
- Alex Gaudino Feat. Crystal Waters – Destination Unknown (Nari & Gaudino Club Mix)

2004
- Armand Van Helden Pres. Sahara – Everytime I Feel It (Gaudino's Destination Remix)
- Da Rock – La Mia Banda Suona Il Rock (Nari & Gaudino Shake It Remix)
- Mousse T. Feat. Emma Lanford – Is It 'Cos I'm Cool? (Gaudino & Jerma Remix)
- Mousse T. Feat. Emma Lanford – Right About Now (Gaudino & Jerma Remix)
- Gaudino Da Costa – Sambatucada (Nari & Gaudino Sambadhrome)

2005
- Afropeans – Better Things (Rise Guys Mix)
- Aaron Smith Feat. Luvli – Dancin' (Lil' Love Remix)

2006
- Blue Lipstick  – Head Over Heels (Alex Gaudino Remix)
- Molella – From Space To My Life
- Alex Gaudino Feat. Crystal Waters – Destination Calabria (Gaudino & Rooney Remix)
- Pete Tong & Chris Cox – Deep End (Alex Gaudino & Jerma Mix)
- Ana – Devuélveme la vida (Alex Gaudino Remix)
- James Kakande – You You You (Gaudino & Jerma Remix)
- Alex Fain Ft. Nic Kat – Some Lovin' (Alex Gaudino & Jason Rooney Mix)
- Mousse T. vs. The Dandy Warhols – Horny As A Dandy (Gaudino & Jerma Remix)
- Mario Fargetta & Montecarlo 5 Feat. Mario Biondi – No Matter (Alex Gaudino & Jason Rooney Remix)

2007
- Chiara – Nothing At All (Alex Gaudino Vs. Nari & Milani Remix)
- Doc Da Funk – Real Love (Alex Gaudino Remix)
- Blow Up – John Travolta (Alex Gaudino & Jason Rooney Remix)
- Carl Kennedy Vs. M.Y.N.C. Project Feat. Roachford – Ride The Storm (Alex Gaudino & Jason Rooney Remix)
- Didier Sinclair Ft. Lidy V – Feel The Wave (Alex Gaudino & Jason Rooney Mix)
- House of Glass Feat. Giorgio Giordano – Disco Down (Alex Gaudino & Jason Rooney Remix)
- OTC (Al Stewart) – The year of the cat (Gaudino & Rooney Mix)
- Robbie Rivera Feat. C&C Music Factory DJS – Aye Aye Aye
- Roy Paci & Aretuska – Beleza (Alex Gaudino Remix)
- SE.SA Feat. Sharon Phillips – Like This Like That (Alex Gaudino & Jason Rooney Remix)
- Eighteen Ft. Stephanie Mills – (You're Putting) Rush On Me
- Sunburst – Beautiful Day (Alex Gaudino Remix)
- Ultra Naté – Automatic (Alex Gaudino Remix)

2008
- Becky Rhodes – Angry (Alex Gaudino Remix)
- Benassi Vs Bowie – I'm a DJ (Alex Gaudino & Jason Rooney Remix)
- Cisko Brothers – Guaglione 2008 (Alex Gaudino Remix)
- Cunnie Williams – Saturday (Alex Gaudino & Jason Rooney Remix)
- Didier Sinclair Ft. Lidy V – Do You Speak (Gaudino & Rooney Mix)
- Disko Kriminals – Noisy (Alex Gaudino & Jason Rooney Remix)
- Fiorello & Baldini – Chi Siamo Noi (Gaudino & Rooney Remix)
- Freemasons – Watchin' (Alex Gaudino Remix)
- Gadjo – It's alright (Alex Gaudino Remix)
- Hakimakli – Dilly Dally (Alex Gaudino & Jason Rooney Remix)
- Hakimakli – Dollaly (Alex Gaudino & Jason Rooney Remix)
- Il Genio – Pop Porno (Alex Gaudino & Jason Rooney Remix)
- Jason Rooney – Shake Your Body (Down To The Ground)
- Kid Rock – All Summer Long (Alex Gaudino Remix)
- Lexter – Peace & Love (Alex Gaudino vs. Nari & Milani Remix)
- No Halo – Put Your Hands Up (Alex Gaudino Remix)
- Philippe B – Looking For Paradise (Alex Gaudino Remix)
- Ricky Luchini Feat. Moony – Little Bird (Gaudino & Rooney Remix)
- Robbie Rivera – Move Move (Alex Gaudino & Jason Rooney Mix)
- Robert Clivilles feat. C&C Music Factory – Work That Body
- The Feeling – Turn It Up (Alex Gaudino Remix)
- Wiley – Summertime (Alex Gaudino Remix)

2009
- Armin van Buuren Feat. Jacquline Goavert – Never Say Never (Alex Gaudino & Jason Rooney Remix)
- Simply Red – Money's Too Tight (To Mention) (Gaudino & Rooney Mix)
- Dirty South Ft. Rudy – We Are (Alex Gaudino & Jason Rooney Mix)
- Henry John Morgan Feat. Juliet – California Dream (Alex Gaudino & Jason Rooney Remix)
- Morjac & Fred Falke feat. Sarah Tyler – When We're Together (Alex Gaudino & Jason Rooney Remix)
- Nari & Milani Feat. Max C – Disco Nuff (Gaudino & Rooney Remix)
- Pitbull – I Know You Want Me (Alex Gaudino & Jason Rooney Remix)
- Sagi Rei – Starlight (Alex Gaudino & Jason Rooney Remix)
- Simioli & Viani Feat. Shena – Touch Me (Alex Gaudino & Jason Rooney Remix)
- The Rivera Project Featuring Lizzie Curious – Sax Heaven (Alex Gaudino & Jason Rooney Remix)
- Tiësto Feat. CC Sheffield – Escape Me (Alex Gaudino & Jason Rooney Remix)
- Bob Sinclar Feat. Steve Edwards – Peace Song (Alex Gaudino & Jason Rooney Remix)
- Vassy – History (Alex Gaudino & Jason Rooney Remix)
- Get Far – The Radio (Alex Gaudino & Jason Rooney Remix)
- Benny Benassi Vs. Iggy Pop – Electro Sixteen (Alex Gaudino & Jason Rooney Remix)
- Deep Swing – In the Music (Alex Gaudino & Jason Rooney Remix)

2010
- Katy Perry – Firework (Alex Gaudino & Jason Rooney Mixes)
- HJM – Milano (Alex Gaudino & Jason Rooney Remix)
- Benny Benassi Feat. Kelis, Apl.de.ap & Jean-Baptiste – Spaceship (Alex Gaudino & Jason Rooney Remix)
- Avicii – Malo (Alex Gaudino & Jason Rooney Remix)
- Bob Sinclar – Gym Tonic (Alex Gaudino & Jason Rooney Remix)
- Nicola Fasano Feat Ultra Naté – No Wasted Hearts (Alex Gaudino & Jason Rooney Mix)
- Milk & Sugar Feat. Ayak – Let The Love (Take Over) (Alex Gaudino & Jason Rooney Mix)
- Dero & Robbie Rivera Feat Juan Magán – Oh Baby (Alex Gaudino & Jason Rooney Mix)
- Platnum – Signals (Alex Gaudino & Jason Rooney Remix)
- Ti.Pic.Al – Round And Around (Alex Gaudino Remix)
- Domenica da coma – J-Ax (Alex Gaudino & Jason Remix)
- The Playin' Stars Feat. Romanthony – You Needed Me (Alex Gaudino & Jason Rooney Mix)

2011
- Benny Benassi Ft. Gary Go – Cinema (Gaudino & Rooney Remix)
- Blush feat. Snoop Dogg – Undivided (Alex Gaudino Remix)
- Chicco Secci feat. Graham Wheeler – Fly With You (Alex Gaudino & Jason Rooney Mix)
- Vasco Rossi – Manifesto Futurista Della Nuova Umanità (Alex Gaudino & Jason Rooney Remix)
- The Allstars & The Wood – Tonite (Gaudino & Rooney Mix)
- Casely – Neva Fall (Alex Gaudino & Jason Rooney Remix)
- Leona Lewis – Collide (Alex Gaudino & Jason Rooney Remix)
- Jessica Sutta – Show Me (Alex Gaudino And Jason Rooney Club Mix)
- The Wanted – Glad You Came (Alex Gaudino Remix)
- Ti.Pi.Cal. Ft. Josh Colow – Round & Around 2011 (Gaudino & Rooney Remix)

2012
- Umberto Tozzi – Gloria 2011 (Club edit produced by Alex Gaudino & Jason Rooney)
- Emma – Cercavo Amore (Alex Gaudino & Jason Rooney Remix)
- Starchild X – Superstar (Alex Gaudino & Jason Rooney Remix)
- Raghav – Fire (Alex Gaudino & Jason Rooney Remix)
- Jovanotti – La Notte Dei Desideri (Alex Gaudino & Jason Rooney Mix)